# رحمت أباد دو (فتح أباد)
رحمت أباد دو (بالإنجليزية: Rahmatabad-e Do)‏ هي مستوطنة تقع في إيران في Fathabad Rural District. يقدر عدد سكانها بـ 14 نسمة .